# Папа Лав IX
Папа Лав IX (лат. Leo IX; Eguisheim, 21. јун 1002 — Рим, 19. април 1054) је био 152. папа од 18. фебруара 1049. до 19. априла 1054.